# Sébastien Lefrançois
Pour les articles homonymes, voir Lefrançois.
Sébastien Lefrançois (né le 21 juillet 1969 à Harfleur en Normandie), est un patineur artistique puis chorégraphe français de danse hip-hop. Il est depuis 1994 directeur artistique et chorégraphe de la compagnie Trafic de Styles.
Il est le frère de la patineuse artistique Sabrina Lefrançois.

## Biographie

### Carrière sportive dans le patinage artistique
Sébastien Lefrançois pratique le patinage artistique à haut niveau pendant douze ans. Il participe à plusieurs championnats de France, notamment celui de 1991 où il se classe 14e.
Il met fin à sa carrière sportive en 1992.

### Carrière chorégraphique
Sébastien Lefrançois se rapproche de la danse et du mouvement grâce au patinage artistique. Sa rencontre avec le hip-hop coïncide avec la diffusion de l’émission H.I.P. H.O.P. de Sidney en 1984. Quelques années plus tard, il découvre la création théâtrale et chorégraphique et obtient deux diplômes d’état en danse jazz et danse contemporaine au début des années 1990. Le hip-hop et son intérêt pour la chorégraphie le rattrapent et en 1994, il fonde avec des danseurs de Cergy-Pontoise sa compagnie Trafic de Styles.

#### Principales chorégraphies
- 1997 : Off the Line, pièce pour 6 danseurs, aux Rencontres des cultures urbaines de la Villette (Paris).
- 1999 : Squatt’age, pour 7 danseurs au Théâtre des Arts Scène Nationale de Cergy-Pontoise et du Val d’Oise.
- 2001 : L’Incroyable Mystère Pulp à la Maison du Théâtre et de la Danse d’Épinay-sur-Seine, pièce pour 5 danseurs.
- 2002 : Attention travaux, solo répertoire.
- 2003 : Le Poids du ciel, pièce répertoire.
- 2005 : Specimen, pièce répertoire pour 6 danseurs présentée au Festival H2O, Suresnes Cité Danse, TPE de Bezons...
- 2008 : Roméos et Juliettes, pièce pour 7 danseurs, 1 comédien, 1 circassien, commande de Suresnes Cités Danse.
- 2010 : Ficelle d'encre, pièce franco-marocaine pour 9 danseurs créée avec l'aide de l'Institut français de Rabat.
- 2011 : Obstacle, pièce pour 4 danseurs et 4 barrières Vauban.
- 2014 : Faites place
- 2018 : Petits Morceaux du réel

#### Autres collaborations
Sébastien Lefrançois a également collaboré comme interprète aux spectacles Tana-Cergy (1998), spectacle franco-malgache théâtre-danse hip-hop, mis en scène par Vincent Colin et Elie Rajaonarison, Les Mariés de la Tour Eiffel (2001) de Jean Cocteau, pièce chorégraphique Franco-Namibienne, mise en scène par Vincent Colin, et La Démocratie en Amérique (2003) d'après Alexis de Tocqueville, mise en scène par Vincent Colin. Il collabore chorégraphiquement aux pièces L'Ivrogne dans la brousse (2002) de Amos Tutuola, mise en scène par Philippe Adrien, Fenêtres secrètes (2004), création de dansethéâtre avec la compagnie Yun Chane, Le Garçon aux Sabots (2007), mise en scène par Luc Laporte, et Ma vie, mon œuvre, mon pédalo (2007), mise en scène par François Berdeaux.